# Cryphia insulicola
Cryphia insulicola är en fjärilsart som beskrevs av Hans Reisser 1962. Cryphia insulicola ingår i släktet Cryphia och familjen nattflyn. Inga underarter finns listade i Catalogue of Life.